# George Puchinger
George Puchinger (Amsterdam, 1 april 1921 - Lunteren, 15 september 1999) was een Nederlandse, gereformeerde historicus en publicist. Hij is vooral bekend van zijn vele publicaties en zijn tijdschrift Polemios.

## Levensloop

### Jonge jaren
George Puchinger is de zoon van Katharina Puchinger, afkomstig uit Bohemen. Wie zijn vader was is onbekend. Omdat zijn moeder ongetrouwd was, geen kapitaal had en dus moest werken, bracht Puchinger zijn eerste jaren door in een Amsterdams tehuis voor ongehuwde moeders en onverzorgde zuigelingen.
Toen zijn moeder in 1926 overleed werd Puchinger geadopteerd door de ongehuwde directrice, M.W. Gerritsen, van het kindertehuis, die haar baan opgaf om voor hem te zorgen. Gerritsen overleed echter in 1935. Na haar overlijden nam haar zuster, A.H.Y. van Schaick-Gerritsen de opvoeding van de jonge Puchinger over. Omdat zijn beide pleegmoeders gereformeerd waren kreeg Puchinger een gereformeerde opvoeding en werd over zijn katholieke achtergrond gezwegen.
Zijn tweede pleegmoeder voedde Puchinger op een degelijke manier op, maar stimuleerde hem intellectueel geheel niet. Zij hechtte erg veel belang aan zijn schoolprestaties die zeer matig bleven. Omdat Puchinger hoogbegaafd was kon de school hem niet echt boeien. Intellectueel vond hij stimulansen in de letterkunde en theologie (en later in de geschiedenis). Toen hij in 1940 ging studeren aan de Rijksuniversiteit Utrecht kreeg hij de kans zich echt te verdiepen in zijn passies. Zo raakte hij in die periode onder de invloed van de Duitse theoloog Karl Barth, wiens werken hij ondanks een verbod van de bezetter wist te bemachtigen. In de oorlog raakte Puchinger betrokken bij de hulp aan Joden, wat hem in 1944 in de gevangenis bracht. In de gevangenis in Leeuwarden vernam hij in augustus 1944 van de afzetting van Klaas Schilder, een andere theoloog die hij bewonderde, als predikant en hoogleraar door de generale synode van de Gereformeerde Kerken in Nederland en van de Vrijmaking die daarop volgde. Vanwege zijn sympathie voor Schilder en het onrecht dat hem (in de ogen van Puchinger) aangedaan was stapte hij uiteindelijk over van de Gereformeerde Kerken naar de Gereformeerde Kerken vrijgemaakt. In 1968 keerde Puchinger weer terug naar de Gereformeerde Kerk.

### S.S.R.U. en Polemios
Tijdens zijn studietijd was Puchinger lid van de Afdeling Utrecht der Societas Studiosorum Reformatorum. Puchinger kon aanvankelijk de sfeer in de vereniging niet waarderen. Toen hij echter door zelfstudie in contact kwam met de (oude) idealen van de Unie der S.S.R. stelde hij zich ten doel deze terug te brengen binnen de vereniging. In 1945 ontpopte Puchinger zichzelf als fel polemist in het door hem opgerichte tijdschrift Polemios. In Polemios voerde Puchinger strijd tegen de slappe houding van hoogleraren en anderen tijdens de Tweede Wereldoorlog en tegen de futloosheid die hij ervoer binnen de gereformeerde wereld. Hij pleitte tegen de Zeitgeist binnen S.S.R. en voor een bewuste en actuele beleving van het gereformeerde interkerkelijke karakter van S.S.R. Met deze nieuwe lijn trok hij, mede dankzij Polemios, tot ver buiten de studentenwereld de aandacht. Puchinger bleef Polemios uitgeven tot hij afstudeerde in de wijsbegeerte in 1955. In die tijd wist hij een scala van uitstekende medewerkers te vinden: de hoogleraren Herman Dooyeweerd en Dirk Vollenhoven, maar ook jonge talenten als Jan Lever.

### ARP
In 1958 verhuisde Puchinger naar Den Haag om in dienst te treden van de Koninklijke Shell. In Den Haag ontdekte Puchinger al snel het ARP-archief in het Kuyperhuis. Via dit archief kwam Puchinger in contact met de Anti-Revolutionaire politiek. Hier raakte hij o.a. in contact met D.P.D. Fabius, W.F. de Gaay Fortman en Jelle Zijlstra. Puchinger zou daarna jarenlang een rol spelen binnen de ARP, zij het achter de schermen. Zo hielp hij onder meer mee met het oplossen van de huizencrisis in 1960-1961.

### Reünistenorganisatie S.S.R.
Gedurende deze jaren neemt Puchinger het ook op zich om leiding te geven aan de reünistenorganisatie (ro) van S.S.R. Dit is opmerkelijk aangezien hij tijdens zijn lidmaatschap van S.S.R. de reünisten veelvuldig hard aangevallen had in Polemios omdat zij S.S.R. primair als een studentengezelligheidsvereniging zagen en niet, zoals Puchinger en de aanhangers van de nieuwe lijn, als een confessionele gereformeerde vereniging. Voor de reünistenorganisatie organiseerde Puchinger congressen waar hij interviewbundels voor uitgaf. Gedurende deze periode ontwikkelde Puchinger zich ook meer van een polemist tot een gesprekspartner, hetgeen gereflecteerd wordt in het scala aan mensen dat aan bod komt in deze bundels.

### Promotie en latere leven
In 1969 promoveerde Puchinger aan de Vrije Universiteit Amsterdam op een proefschrift over Colijn en het einde van de coalitie. Dit proefschrift werd onder de historici van de VU echter lauw ontvangen, hetgeen tot de nodige spanningen geleid heeft toen Puchinger in 1971 hoofd werd van het Historisch Documentatiecentrum voor het Nederlands Protestantisme (1800-heden). Hier ontwikkelde Puchinger zich tot de chroniqueur van het gereformeerde leven (John Jansen van Galen).
Na zijn pensionering bleef Puchinger onverminderd doorgaan met het publiceren. Op zijn 75e verjaardag verscheen een bibliografie met daarin bijna 1.300 publicaties op zijn naam. In 1996 ontving Puchinger van de Koninklijke Nederlandse Akademie van Wetenschappen de Akademiepenning voor bijzondere wetenschappelijke verdiensten en in 1998 ontving hij de Abraham Kuyper Prize for Excellence in Reformed Theology and Public Life van Princeton Theological Seminary in de Verenigde Staten. Naar aanleiding van deze laatste prijs besloot hij zijn gehele boekenbezit over te doen aan deze Amerikaanse instelling. In de jaren negentig was hij actief in de in 1989 opgerichte Vereniging van Christen-Historici.
George Puchinger overleed in 1999 op 78-jarige leeftijd.

## Publicaties
Gedurende zijn leven heeft Puchinger zeer veel gepubliceerd, zowel boeken als artikelen. Onderstaande lijst bevat een deel van de boeken die hij publiceerde:
- Jonge jaren, 1921-1945, Aspekt, 2001 (Postuum, onder redactie van George Harinck)
- (en)  Abraham Kuyper: his early journey of faith, VU University Press, 1998
- Het Bachkoor in Nederland: Charles de Wolff, dirigent 1965-1998, s.n., 1998
- Dr. Abraham Kuyper en Beesd, Historische kring West-Betuwe, 1996
- Colijn en het einde van de coalitie; III: De geschiedenis van de kabinetsformaties, 1933-1939, Groen, 1993
- Landvoogd en minister, Groen, 1993
- Ontmoetingen met Schilder: prof. dr. K. Schilder 1890-19 december-1990, Kok, 1990
- Prof. Dr. K. Schilder in historisch perspectief, Vijlbrief, 1988
- Kuyper-herdenking 1987: (de religieuze Kuyper): vijf opstellen en lezingen ter gelegenheid van de herdenking van de honderdvijftigste geboortedag van Abraham Kuyper, 29 oktober 1987, Kok, 1987
- Abraham Kuyper; De jonge Kuyper (1837-1867), Wever, 1987
- Honderd jaren S.S.R.: gedenkboek 1886-1986 Societas Studiosorum Reformatorum, Meinema, 1986
- Tussen Utrecht en Oxford: toespraken gehouden op dinsdag 1 april 1986 in de aula van de Rijksuniversiteit te Utrecht, ter gelegenheid van het afscheid van dr. G. Puchinger als hoofd van het Historisch Documentatiecentrum voor het Nederlands Protestantisme (1800-heden), Historisch Documentatiecentrum voor het Nederlands Protestantisme (1800-heden), 1986
- Nederlandse ministers-presidenten van de twintigste eeuw, Sijthoff, 1984
- Ontmoetingen met historici, Terra, 1981
- Ontmoetingen met buitenlandse politici, Terra, 1982
- Ontmoetingen met Nederlandse  literatoren, Terra, 1982
- Ontmoetingen met de jaren dertig I, Terra, 1982
- Ontmoetingen met de jaren dertig II, Terra, 1982
- Ontmoetingen met Nederlandse politici, Terra, 1981
- Ontmoetingen met theologen, Terra, 1981
- Ontmoetingen met anti-revolutionairen, Terra, 1981
- In gesprek met het kabinet-Van Agt, Kok, 1980
- Colijn en het einde van de coalitie; II: De geschiedenis van de kabinetsformaties 1925-1929, Kok, 1980
- Gesprekken over honderd jaar Vrije Universiteit, Meinema, 1980
- Over de hartstocht van de ware geschiedschrijver, Meinema, 1978
- In memoriam prof. dr. D.H.Th. Vollenhoven, 1 nov. 1892-6 juni 1978, Meinema, 1978
- Het leven beschouwd: facetten van het werk van prof dr. Klaas Johan Popma: feestbundel t.g.v. zijn afscheid op 1 juni 1974 als bijzonder hoogleraar in de reformatorische wijsbegeerte aan de Rijksuniversiteiten te Groningen en te Utrecht, Buijten & Schipperheijn, 1974
- Toekomst van het Christendom, Meinema, 1974
- Theologische persoonlijkheden, Kok, 1973
- Zending en ontwikkeling, Meinema, 1972
- Herinneringen aan Geyl, Meinema, 1972
- Polarisatie? Gesprekken ter voorbereiding van het Congres van de Organisatie van Reünisten der Societas Studiosorum Reformatorum in September 1972, Meinema, 1972
- Gesprek over de onbekende Kuyper, Kok, 1971
- Christen en kunst: gesprekken over Christen en Kunst, Meinema, 1971
- Een theologie in discussie: prof. dr. K. Schilder: profeet, dichter, polemist, Kok 1970
- L.O.-Wet 1920: vijftig jaar, Staatsuitgeverij, 1970
- Gesprek met Charles de Wolff, Meinema, 1970
- Hervormd-gereformeerd, één of gescheiden?, Meinema, 1969
- Colijn en het einde van de coalitie: de geschiedenis van de kabinetsformaties 1918-1924, Kok, 1969
- Christen en secularisatie, Meinema, 1968
- Hergroepering der partijen?, Meinema, 1968
- Gesprek met prof. dr. K.H. Miskotte over christen en secularisatie, boekencentrum, 1967
- Is de gereformeerde wereld veranderd?, Meinema, 1966
- Tilanus vertelde mij zijn leven, Kok, 1966
- Gerretson en Van Eyck, s.n., 1963
- Reis naar Rome anno domini 1962: in afwachting van het concilie (een reportage), Kok, 1962
- Colijn: momenten uit zijn leven, Kok, 1962
- Dagboek van mevrouw Colijn, Kok, 1960
- Minister Zijlstra en de A.R. partij, Persvereniging Contact, 1958
- In memoriam Prof. Dr. F.C. Gerretson, erelid der Societas Studiosorum Reformatorum, afdeling Utrecht (1930-1958), H. de Vroede, 1958
- Minister Zijlstra en de A.R. Partij: een rede van minister Zijlstra besproken, Persvereniging "Contact", 1957
- Hongarije's opstand en Nederlandse Universiteit, De Vroede, 1957
- Persoonlijkheden, I, Oosterbaan & Le Cointre, 1956
- Boumans testament: in memoriam Mr. Pieter Bastiaan Bouman (3 Januari 1876-20 Maart 1954), erelid der Societas Studiosorum Reformatorum, Meinema, 1954
- In memoriam Prof. Dr K. Schilder (19 December 1890-23 Maart 1952), gereformeerd confessor, Oosterbaan & Le Cointre, 1952
- Groen van Prinsterer als correspondent (1848-1866), strijder-triomfator: een studie, Stellingwerff, 1952
- Calvinisme en koningschap: rede uitgespr. op de dag van de inhuldiging van Koningin Juliana 6 Sept. 1948 aan het graf der Oranjes in de Nieuwe Kerk te Delft, In eigen beheer, 1951
- In memoriam dr. Abraham Kuyper, 1920 8 november 1950, s.n., 1950
- Apologia Anno Domini 1946, In eigen beheer, 1950